# Distance medley relay

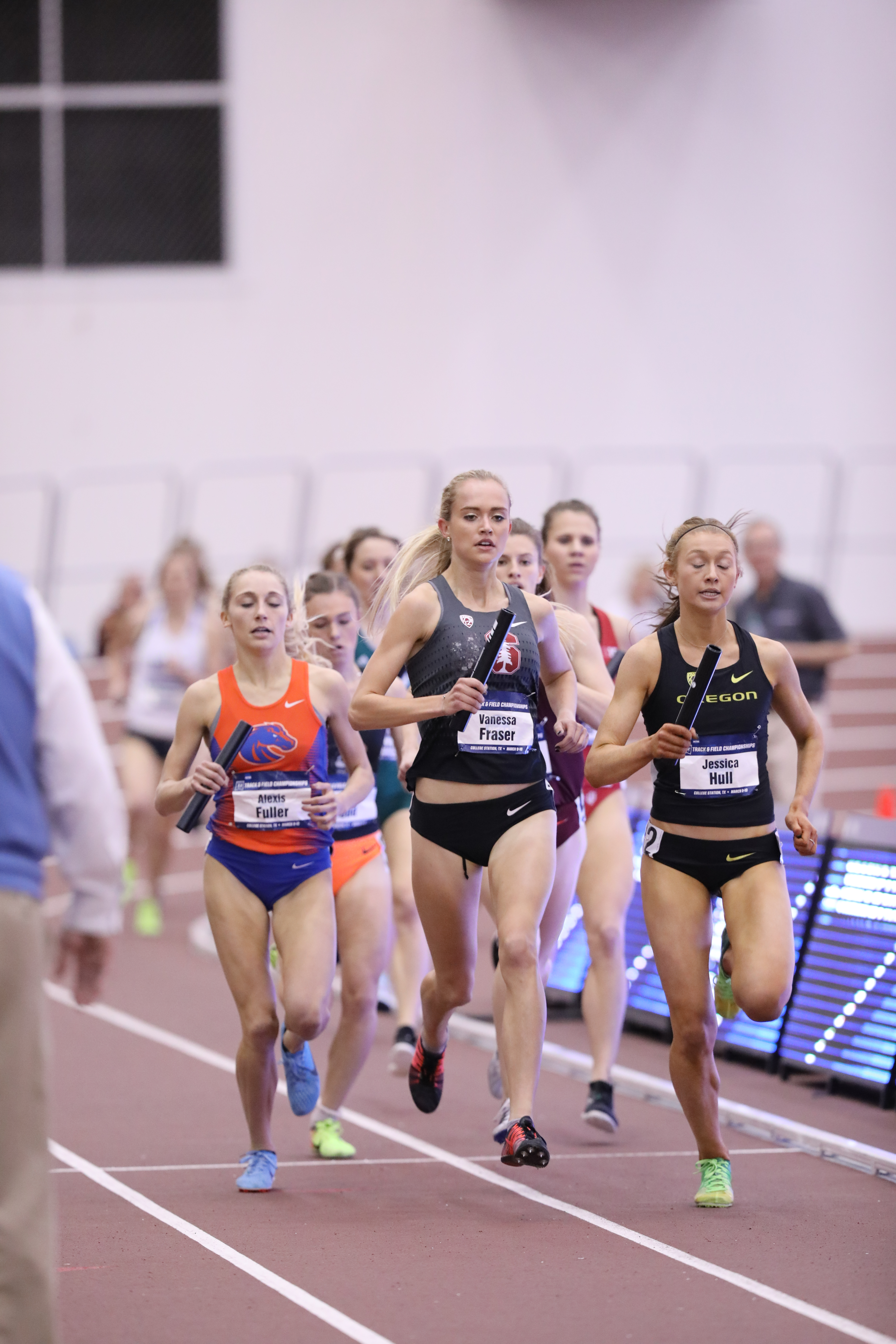
Athlètes féminines lors de l'épreuve du Distance medley relay lors du championnat NCAA en 2018.

Le Distance medley relay est une épreuve d'athlétisme de relais consistant à enchainer les distances de 1 200 m, 400 m, 800 m et 1 600 m, soit 3 + 1 + 2 + 4 tours sur une piste d'athlétisme classique.
L'épreuve est disputée particulièrement lors de compétitions universitaires américaines, ou lors des meetings de printemps consacrés au relais comme les Drake Relays ou les Texas Relays. Elle est intégrée en 2015 au programme des relais mondiaux de l'IAAF, à la place du relais 4 × 1 500 mètres.
Les records du monde du Distance medley relay appartiennent aux États-Unis : chez les hommes en 9 min 15 s 50 par Kyle Merber, Brycen Spratling, Brandon Johnson et Ben Blankenship, établi le 3 mai 2015 lors des relais mondiaux de l'IAAF à Nassau, et chez les femmes en 10 min 36 s 50 par Treniere Moser, Sanya Richards-Ross, Ajee Wilson et Shannon Rowbury, établi le 2 mai 2015 lors de cette même compétition.